# AV Oss '78
Atletiekvereniging Oss '78 is een atletiekvereniging uit Oss.

## Historie
De vereniging is opgericht op 19 januari 1978. De club is aangesloten bij de Atletiekunie en ligt in atletiekregio 15, Noord-Oost Brabant. De clubkleuren zijn geel en blauw. De accommodatie bevindt zich op sportpark Rusheuvel.